# Urban Strike
Urban Strike è videogioco sparatutto del 1994 pubblicato da Electronic Arts per Sega Mega Drive. Terzo titolo della serie Strike, il sottotitolo del gioco lo descrive come il sequel di Jungle Strike. Il videogioco ha ricevuto conversioni per Super Nintendo Entertainment System, Game Gear e Game Boy.